# New Alexandria (Ohio)
New Alexandria es una villa ubicada en el condado de Jefferson en el estado estadounidense de Ohio. En el Censo de 2010 tenía una población de 272 habitantes y una densidad poblacional de 286,16 personas por km².

## Geografía
New Alexandria se encuentra ubicada en las coordenadas 40°17′30″N 80°40′31″O / 40.29167, -80.67528. Según la Oficina del Censo de los Estados Unidos, New Alexandria tiene una superficie total de 0.95 km², de la cual 0.95 km² corresponden a tierra firme y (0%) 0 km² es agua.

## Demografía
Según el censo de 2010, había 272 personas residiendo en New Alexandria. La densidad de población era de 286,16 hab./km². De los 272 habitantes, New Alexandria estaba compuesto por el 97.06% blancos, el 1.47% eran afroamericanos, el 0% eran amerindios, el 0% eran asiáticos, el 0% eran isleños del Pacífico, el 0% eran de otras razas y el 1.47% pertenecían a dos o más razas. Del total de la población el 0% eran hispanos o latinos de cualquier raza.